# Prekoršek
Prekoršek je priimek več znanih Slovencev:
- Branko Prekoršek (1917—1975), botanik
- Ivan Prekoršek (1883—1968), politik, publicist in urednik
- Tugomir Prekoršek, častnik Jugoslovanske vojske v domovini